# Laura Slimani
Pour les articles homonymes, voir Slimani.
Laura Slimani, née le 23 août 1989 à Rouen, est une militante et femme politique française. Elle a été membre du Parti socialiste (PS) avant de rejoindre Génération.s, initié par Benoît Hamon, au lendemain de la présidentielle de 2017. Depuis juillet 2020, elle est 3e adjointe à la mairie de Rouen, chargée de la démocratie locale et participative, de l'égalité femmes-hommes, du handicap et de la lutte contre les discriminations.

## Biographie

### Origines et études
Fille de parents professeurs (mère normande, père d'origine algérienne), elle a grandi sur la rive gauche de Rouen, où elle a fait sa scolarité primaire et secondaire.
Elle étudie à Institut d'études politiques de Bordeaux, où elle suit un double cursus « France-Royaume-Uni » ; elle passe ainsi deux ans à l'université de Cardiff (Pays-de-Galles).

### Militantisme
Sensibilisée par la lutte contre la réforme des retraites (2010) et par les questions touchant les inégalités homme-femme, elle s'engage à gauche et devient animatrice fédérale de la fédération MJS de Gironde en septembre 2011. Elle organise alors, dans le département, les actions de campagne pour les primaires citoyennes PS, puis l'élection présidentielle et les législatives. En juin 2012, elle rejoint le bureau national des Jeunes socialistes et prend la responsabilité du secrétariat national à l'Europe. En octobre 2012, elle rejoint l'équipe des permanents, autour du président du mouvement Thierry Marchal-Beck, pour s'occuper des campagnes et de la presse.

### Présidente du Mouvement des jeunes socialistes
Le 13 avril 2013, elle présente sa candidature à la présidence du MJS pour le groupe politique Transformer à Gauche, courant nettement majoritaire auquel appartient le président sortant. Soutenue par l'ancien président du MJS Razzy Hammadi, dont elle a été attachée parlementaire pendant quelques mois,, elle est élue le 17 novembre 2013 à la présidence du mouvement, lors du congrès de Saint-Étienne ; elle était alors la seule candidate,,,.
En 2014, elle est élue conseillère municipale de Rouen sur la liste PS d'Yvon Robert. Elle est nommée maire adjointe à la jeunesse et à la vie étudiante.

### Auprès de Benoît Hamon
Proche de l'aile gauche du PS, en particulier de Benoît Hamon, Laura Slimani prend position contre la politique économique menée par le gouvernement Valls, jugée trop technocratique et éloignée des promesses de campagne de François Hollande, et pour l'«exemplarité» morale des ministres (après les révélations sur les agissements de Thomas Thévenoud).
Après la victoire de Benoît Hamon à la primaire citoyenne de 2017, elle est nommée responsable thématique « Égalité femmes-hommes » de sa campagne présidentielle,. Après la défaite de ce dernier, elle refuse de soutenir la députée PS sortante Valérie Fourneyron, Macron-compatible; et appuie la candidature de l'écologiste Véronique Bérégovoy. Par la suite, le maire Yvon Robert lui retire sa délégation à la jeunesse et à la vie étudiante. Fin septembre, elle quitte le PS et poursuit son engagement au sein de Génération.s de Benoît Hamon, en animant le comité de Rouen.

### Rapprochement avec Europe Écologie Les Verts
Porte-parole du mouvement, Laura Slimani s'associe localement avec le parti Europe Écologie Les Verts et son groupe Décidons Rouen au conseil municipal, avant de s'allier avec la liste menée par Jean-Michel Bérégovoy aux élections municipales de Rouen en mars 2020. Arrivée en seconde position derrière la liste PS de Nicolas Mayer-Rossignol, ces dernières fusionnent au 2e tour, élisant Mayer-Rossignol comme maire et Slimani comme 3e adjointe chargée de la démocratie locale et participative, de l'égalité femmes-hommes, du handicap et de la lutte contre les discriminations. 
Dans le cadre de l'alliance entre Génération·s et EELV pour l'élection présidentielle française de 2022, Laura Slimani soutient, avec une cinquantaine d'élus normands, la candidature d'Éric Piolle à la primaire de l'écologie, avant de rallier Yannick Jadot.

## Affaires judiciaires

### Plainte de Philippe Saurel pour injure raciale et sexuelle
Le 15 mars 2017, le maire de Montpellier, Philippe Saurel, annonce qu'il a déposé une plainte auprès du procureur de la République à l’encontre de Laura Slimani pour « injure raciale, injure en raison du sexe, provocation à la discrimination à raison de la race et provocation à la haine en raison du sexe. » Cette réaction fait suite au tweet de Laura Slimani, en date du 9 mars, qui évoquait Philippe Saurel comme un « vieux mâle blanc. »

### Plainte de Laura Slimani pour harcèlement sexuel
Le 10 mars 2020, Laura Slimani dépose une double plainte auprès du tribunal judiciaire de Paris pour « harcèlement sexuel et raid numérique », faisant suite à son passage dans l'émission L'Heure des pros en octobre 2019.